# Марија Палеологина (кћерка Михајла VIII Палеолога)
Марија Палеологина (свгрч. Μαρία Παλαιολογίνα), позната и по монашком имену Меланија, је била ванбрачна ћерка византијског цара Михаила VIII Палеолога (1258–1282) и супруга монголског владара Абака кана. Била је утицајан хришћански вођа међу Монголима. После Абакине смрти, постала је старешина манастира у Цариграду који је по њој у народу назван Света Марија од Монгола. 

## Биографија
Марија потиче из незаконите везе цара Михаила и извесне Дипловатацине. Михаило је планирао да је уда за татарског кана Хулагуа који је после распада Монголског царства основао Илканат. Убрзо након ослобођења Цариграда 1261. године на исток је кренуло посланство које је требало да утаначи детаље будућег брака византијске принцезе и монголског владара. Након успешних преговора, Марија је послата Монголима. Пратио ју је архимандрит манастира Пантократор - Принкип. Носили су и велике дарове за Монголе. Међутим, Хулагу је умро убрзо по Маријином доласку (8. фебруар 1265. године). До склапања брака није дошло те је Марија удата за Хулагуовог сина Абаку. Византијски цар је тако добио савезника у борби против Иконијског султаната. Абака је овим браком покушао да учврсти свој утицај на хришћане у Малој Азији како би их придобио за борбу против Мамелучког султаната у Египту и Селџука у Малој Азији. Након мужевљеве смрти (1282), Марија се вратила у Цариград. Тамо је обновила манастир Пресвете Богородице. 
Георгије Пахимер помиње Марију у одељку у коме се описују преговори између Андроника II и Карбанта, још једног кана, владара Илканата. Царева сестра била је у посланству које се запутило у Никеју ради преговора о склапању брака између кана и византијске принцезе чије име Пахимер не наводи. Марија је имала ћерку Теодору Арахантлун. О њој се најпре старао ујак Андроник. Касније ју је удао за панхиперсеваста Исака Палеолога Асена. 
Маријин лик налази се у манастиру Хора у Цариграду. Мозаик је настао вероватно у другој деценији 15. века. 

### Историјски контекст
У 13. веку, Монголско царство које је основао Џингис-кан проширило се до највећег степена. Кан Хулагу, унук Џингисов, је са својом војском прошао кроз Персију и Сирију, уништавајући вековима старе исламске калифате: Абасида и Ајубида, и предводио је опсаду Багдада 1258. године.
Међутим, монголско царство је доживљавало унутрашње несугласице, и иако је центар моћи био Велики кан у Каракоруму, царство се поделило на четири „каната“, од којих је сваки контролисао један Џингисов унук. Хулагуов део је био познат као Илканат и протезао се кроз област која данас покрива делове Турске и Ирана на западу и Пакистана на истоку. Одељак на северу, који је покривао делове Русије и источне Европе, био је познат као Златна Хорда. Односи између каната нису били пријатељски, а ратови су вођени између њих, иако су обојица покушавали да даље прошире царство на запад према Европи, Грчкој и Блиском истоку.

### Уговорени брак
Цар Михаило VIII, византијски цар са седиштем у Цариграду, покушао је да одржи пријатељске односе са оба каната. Ка н Хулагу је преговарао како би се оженио принцезом из царске породице Палеолога, а цар Михаило VIII је одабрао своју ванбрачну ћерку Марију да се придружи кановом харему. Такође је удао још једну своју ћерку, Маријину сестру Еуфросину Палеологину, за Ногај кана, поглавара Златне Хорде. Оба каната су задржала став толеранције према хришћанима.
На свом путу да се уда за кана Хулагуа, Марија је 1265. године, напустила Цариград у пратњи игумана манастира Пантократор, Теодосија Вилардуена. Историчар Стивен Рансимен прича како је била у пратњи антиохијског патријарха Јевтимија. Међутим, у Цезареји су сазнали да је кан Хулагу умро, па се Марија уместо тога удала за његовог сина Абака Кана. Водила је побожан живот и била је прилично утицајна на политичке и верске погледе Монгола, од којих су многи већ били несторијански хришћани. Они су раније били упућени на Докуз Хатун, Хулагуову жену, као на верског вођу. Када је Докуз такође умрла 1265. године, они су се окренули Марији, коју су Монголи звали „Деспина Кхатун“ (Δεσποινα је грчки за „дама“).

### Удовиштво
Марија је боравила у Персији на двору Абаке 15 година, све док њен муж – Тенгријев следбеник – није умро, а наследио га је његов муслимански брат Ахмад. Према Орлеановом рукопису, Бајду Кан је био близак са Маријом током њеног боравка у Персији и често је посећивао њен ордо (номадску палату) да би чуо занимљиве приче о хришћанству.
Касније се вратила у Цариград. Године 1307, за време владавине цара Андроника II, поново је понуђена за удају за монголског принца Чарбанда, монголског владара Блиског истока, како би обезбедила савез против растуће моћи Османлија, који су у то време претили византијском граду Никеји. Марија је отишла тамо, како да подстакне њену одбрану, тако и да убрза преговоре са Монголима о свом венчању. Срела се са османским султаном, Османом I, али је њено претеће понашање пробудило дух Османлија. Пре него што је 30.000 војника које су јој у помоћ послали Монголи стигло до града, Османлије су упали у тврђаву Трикока, која је била кључ Никеје, и освојили је.
Марија је тада била принуђена да се поново врати у Цариград, где је постала ктитор манастира Панагиотиса и ту остала до краја живота. Према неким изворима, она је са каном Абаком имала ћерку - Теодору Ара Кутлуг (средњовековни грчки: Θεοδωρα Αραχαντλουν).

### Наслеђе
Црква манастира је званично била посвећена Пресветој Богородици, али је због Маријиног боравка у њој постала у народу позната као „Црква Свете Марије од Монгола“. Сама Марија никада није канонизована.
Турци цркву називају „Канлı Килисе“ (Окрвављена црква), јер је зграда доживела насилне борбе током заузимања Константинопоља од стране Турака. Црква је једина у Цариграду која никада није претворена у џамију, по наређењу султана Мехмеда II Освајача. Налази се у улици Тевкии Цафер Мектеби Лане, у кварту Фaнaр.
Сачуван је Маријин мозаички портрет, из припрате манастира Хора (појављује се као монахиња, са натписом са њеним монашким именом Меланија), у доњем десном углу сцене Деисиса.